# Liste der Bodendenkmale in Calvörde
In der Liste der Bodendenkmale in Calvörde sind alle Bodendenkmale der Gemeinde Calvörde und ihrer Ortsteile aufgelistet. Grundlage ist die Veröffentlichung der Landesdenkmalliste mit Stand vom 25. Februar 2016.  Die Baudenkmale sind in der Liste der Kulturdenkmale in Calvörde aufgeführt.
| Denkmal-ID | Fundart            | Ortsteil | Bezeichnung          | Zeitstellung | Lage                 | Bemerkungen   | Bild |
| ---------- | ------------------ | -------- | -------------------- | ------------ | -------------------- | ------------- | ---- |
| 428312052  | Befestigung > Burg | Calvörde | überbaute Burganlage | undatiert    | Ohreniederung (Lage) | Burg Calvörde |      |